# Macrocybe crassa
Macrocybe crassa är en svampart som först beskrevs av Pier Andrea Saccardo, och fick sitt nu gällande namn av Pegler & Lodge 1998. Macrocybe crassa ingår i släktet Macrocybe och familjen Tricholomataceae.   Inga underarter finns listade i Catalogue of Life.